# ジャマール・サンプソン
ジャマール・サンプソン（Jamal Wesley Sampson,1983年5月15日 - ）は、アメリカ合衆国カリフォルニア州イングルウッド出のバスケットボール選手。NBAのダラス・マーベリックスに所属している。身長211cm、体重106.6kg。ポジションはF-C。元NBAプレイヤーのラルフ・サンプソンとは従兄弟同士である。

## 経歴
カリフォルニア大学バークレー校に1年在籍した後アーリーエントリー、2002年のNBAドラフトで2巡目全体47位指名をユタ・ジャズから受ける。しかし直後に、オーランド・マジックを経由して、ミルウォーキー・バックスへトレードされた。
ルーキーシーズンは、わずか5試合の出場で通算出場時間は8分だった。2003-04シーズンはロサンゼルス・レイカーズに在籍し、大半をインジャリーリストで過ごしたが、シャキール・オニールが故障で欠場する間の2試合で先発に起用されるなど出場時間は増加し、平均2.9得点、5.2リバウンド、0.4ブロックの成績を残した。
2004年6月に、新チームシャーロット・ボブキャッツのエクスパンション・ドラフトで指名され、移籍する。ボブキャッツでもベンチからの出場が多かったが、得点とリバウンドでは1試合の自己最高記録を更新した。2005-06シーズンにサクラメント・キングスに在籍した後、2006年はデンバー・ナゲッツでプレイし、2007年にはダラス・マーベリックスに籍を置いた。